# ドワンゴアーティストプロダクション
ドワンゴアーティストプロダクションは、かつて存在した声優・歌手の事務所。ドワンゴ プランニング アンド ディベロップメントが創業し、後に同社を吸収合併したAG-ONE(現MAGES.)によって運営されていた。所在地は東京都千代田区三崎町2-2-2 2F。

## 概要
ドワンゴグループがアニメ・声優系のタレントを輩出する為に設立した事務所。2007年（平成19年）11月1日付けで高橋直純・南條愛乃・ミルノ純を外部から迎えており、その後も養成所のドワンゴクリエイティブスクールからの生徒を受け入れている。また、ドワンゴグループのニワンゴが運営するニコニコ動画を利用して、公開オーディションも行っていた。
2010年（平成22年）4月に従来の運営元であった「株式会社ドワンゴ プランニング アンド ディベロップメント」が、ドワンゴと文化放送の合弁会社（当時）「株式会社AG-ONE」に吸収合併され、運営が継承された。
2011年（平成23年）6月に株式会社AG-ONEが、関連会社の株式会社5pb.と合併して、「株式会社MAGES.」を設立したが、その発表に記載された存続予定の既存事業のリストに当プロダクションが含まれていなかった。
遡ること同年4月に栗林みな実以外が同年にアークレイ（現アミュレート)、後に栗林がAG-ONEの元社長が社長が務めるイクストルに移籍（現在はフリー）しており、所属者はいなくなっていた。合併後しばらくして当プロダクションのサイトも閉鎖されているため、廃止されているものと思われる。

## かつて所属していた声優・アーティスト
- 加瀬愛奈（現所属：エスプリズム）
- 橘田いずみ（現所属：響）
- 志水結美（現所属：EARLY WING）
- 鈴木裕斗（現所属：アミュレート）
- 高橋直純（現所属：T-promotion）
- 千晶まひろ（フリー）
- 南條愛乃（現所属：ボイスキット）
- はるかひとみ（現所属：ASlinkProject）
- 藤原祐規（現所属：アミュレート）
- 栗林みな実（フリー）
- ミルノ純（現所属：ケッケコーポレーション）
- 横田紘一（現所属：アミュレート）